# Покрајине Шпаније
Покрајине Шпаније (шп. Provincia de España) административне су јединице признате Уставом Шпаније из 1978. године, а које су успостављене територијалном подјелом Шпаније 1833. године. Шпанија има укупно 50 покрајина, које заједно са аутономним градовима Сеутом и Мелиљом и сувереним територијама обухватају цјелокупну територију Краљевине Шпаније.

## Историја
Покрајиналну поделу осмислио је 1833. године Хавијер де Бургос, базирајући се на идеји једнакости и централизацији коју је дала Француска револуција. Покрајинални састав службено је установљен Краљевским декретом 30. новембра 1833. године. Такав покрајинални састав важи и данас, уз неке промене које су се дешавале током историје.
Важећи шпански Устав преузима покрајиналну поделу државе одређујући да се она «територијално организује на општине, покрајине и аутономне заједнице. Све ове јединице уживају аутономију потребну за управљање пословима од властитог интереса». Такође, према Уставу, покрајина је локална јединица с властитом правном особеношћу.
Шпански Устав дао је провинцијама могућност да буду база за стварање аутономних покрајина. Тако је предвиђено да граничне покрајине са заједничким историјским, културним и економским везама, острвске територије и историјски региони могу основати сопствену владу конституишући се као аутономне заједнице. Тако у Шпанији постоје вишепокрајиналне аутономне покрајине (састоје се од више покрајина) и једнопокрајиналне аутономне покрајине (састоје се од једне покрајине).
Покрајине имају улогу у изборном процесу, код бирања представника за Конгрес и Сенат.

## Називи покрајина
У складу с краљевским декретом од 30. новембра 1833. који је установио покрајиналну подјелу, покрајине су добиле име према свом главном граду, осим Алаве, Наваре, Гипуское и Бискаје, које су задржале дотадашњи назив.
Према Закону из 1986, само шпански Парламент (Кортеси) законом може мењати назив покрајине и њен главни град.

## Тела покрајине
Главна је карактеристика да влада и аутономна управа сваке покрајине одговарају својим покрајиналним скупштинама.
Међутим постоје о изузеци:
- једнопокрајиналне аутономне заједнице преузимају надлежности које имају покрајиналне скупштине
- острвске аутономне заједнице (Балеарска и Канарска Острва) имају Острвске савете.

## Покрајине
| Покрајина              | Главни град            | Аутономна заједница     | Списак општина |
| ---------------------- | ---------------------- | ----------------------- | -------------- |
| Коруња                 | Коруња                 | Галиција                | Општине        |
| Алава                  | Виторија               | Баскија                 | Општине        |
| Албасете               | Албасете               | Кастиља-Ла Манча        | Општине        |
| Аликанте               | Аликанте               | Валенсијанска Заједница | Општине        |
| Алмерија               | Алмерија               | Андалузија              | Општине        |
| Астурија               | Овиједо                | Астурија                | Општине        |
| Авила                  | Авила                  | Кастиља и Леон          | Општине        |
| Бадахоз                | Бадахоз                | Екстремадура            | Општине        |
| Балеарска Острва       | Палма                  | Балеарска Острва        | Општине        |
| Барселона              | Барселона              | Каталонија              | Општине        |
| Бискаја                | Билбао                 | Баскија                 | Општине        |
| Бургос                 | Бургос                 | Кастиља и Леон          | Општине        |
| Касерес                | Касерес                | Екстремадура            | Општине        |
| Кадиз                  | Кадиз                  | Андалузија              | Општине        |
| Кантабрија             | Сантандер              | Кантабрија              | Општине        |
| Кастељон               | Кастељон де ла Плана   | Валенсијанска Заједница | Општине        |
| Сијудад Реал           | Сијудад Реал           | Кастиља-Ла Манча        | Општине        |
| Кордоба                | Кордоба                | Андалузија              | Општине        |
| Куенка                 | Куенка                 | Кастиља-Ла Манча        | Општине        |
| Гипускоа               | Сан Себастијан         | Баскија                 | Општине        |
| Ђирона                 | Ђирона                 | Каталонија              | Општине        |
| Гранада                | Гранада                | Андалузија              | Општине        |
| Гвадалахара            | Гвадалахара            | Кастиља-Ла Манча        | Општине        |
| Уелва                  | Уелва                  | Андалузија              | Општине        |
| Уеска                  | Уеска                  | Арагон                  | Општине        |
| Хаен                   | Хаен                   | Андалузија              | Општине        |
| Риоха                  | Логроњо                | Риоха                   | Општине        |
| Лас Палмас             | Лас Палмас             | Канарска Острва         | Општине        |
| Леон                   | Леон                   | Кастиља и Леон          | Општине        |
| Љеида                  | Љеида                  | Каталонија              | Општине        |
| Луго                   | Луго                   | Галиција                | Општине        |
| Мадрид                 | Мадрид                 | Заједница Мадрид        | Општине        |
| Малага                 | Малага                 | Андалузија              | Општине        |
| Мурсија                | Мурсија                | Мурсија                 | Општине        |
| Навара                 | Памплона               | Навара                  | Општине        |
| Оренсе                 | Оренсе                 | Галиција                | Општине        |
| Паленсија              | Паленсија              | Кастиља и Леон          | Општине        |
| Понтеведра             | Понтеведра             | Галиција                | Општине        |
| Саламанка              | Саламанка              | Кастиља и Леон          | Општине        |
| Санта Круз де Тенерифе | Санта Круз де Тенерифе | Канарска Острва         | Општине        |
| Сеговија               | Сеговија               | Кастиља и Леон          | Општине        |
| Севиља                 | Севиља                 | Андалузија              | Општине        |
| Сорија                 | Сорија                 | Кастиља и Леон          | Општине        |
| Тарагона               | Тарагона               | Каталонија              | Општине        |
| Теруел                 | Теруел                 | Арагон                  | Општине        |
| Толедо                 | Толедо                 | Кастиља-Ла Манча        | Општине        |
| Валенсија              | Валенсија              | Валенсијанска Заједница | Општине        |
| Ваљадолид              | Ваљадолид              | Кастиља и Леон          | Општине        |
| Замора                 | Замора                 | Кастиља и Леон          | Општине        |
| Сарагоса               | Сарагоса               | Арагон                  | Општине        |